# Objetivos de Desarrollo Sostenible

Los Objetivos de Desarrollo Sostenible son una iniciativa de Naciones Unidas.

Los Objetivos de Desarrollo Sostenible (ODS) u Objetivos Globales, también 
conocidos como Agenda 2030, son 17 objetivos globales interconectados diseñados para ser un «plan para lograr un futuro mejor y más sostenible para todos». Los ODS fueron establecidos en 2015 por la Asamblea General de las Naciones Unidas (AG-ONU) y que se pretende ser alcanzados para el 2030. Están incluidos en una Resolución de la AG-ONU llamada 2030 Agenda. Los ODS se desarrollaron en la Agenda de Desarrollo después de 2015 como el futuro marco de desarrollo global para suceder a los Objetivos de Desarrollo del Milenio. 
Los 17 ODS son:
1. Fin de la pobreza.
2. Hambre cero.
3. Salud y bienestar.
4. Educación de calidad.
5. Igualdad de género.
6. Agua limpia y saneamiento.
7. Energía asequible y no contaminante.
8. Trabajo decente y crecimiento económico.
9. Industria, innovación e infraestructura.
10. Reducción de las desigualdades.
11. Ciudades y comunidades sostenibles.
12. Producción y consumo responsables.
13. Acción por el clima.
14. Vida submarina.
15. Vida de ecosistemas terrestres.
16. Paz, justicia e instituciones sólidas.
17. Alianzas para lograr los objetivos.

## Antecedentes
En 2000 se lanzaron los Objetivos de Desarrollo del Milenio, por los 189 integrantes de las Naciones Unidas y otras organizaciones internacionales con el objetivo de acabar con la pobreza. Fijaron el 2015 como meta para lograr los 8 objetivos y 28 metas planteadas, entre ellas se encuentran reducir la pobreza extrema, las tasas de mortalidad infantil, luchar contra epidemias de enfermedades, como el VIH/SIDA, y fomentar una alianza mundial para el desarrollo.
Naciones Unidas con la resolución 66/288, inició en 2012 el proceso para definir los Objetivos de Desarrollo Sostenible, revisando los problemas a los que se enfrenta la humanidad y buscando una solución a los mismos. De esta manera, Naciones Unidas ha presentado la necesidad de una Agenda Internacional de Desarrollo y los ODS. En la Conferencia sobre Desarrollo Sostenible Río+20, se creó un grupo de trabajo para desarrollar un conjunto de objetivos de desarrollo sostenible. En principio, Naciones Unidas había propuesto “Mi Mundo y los Objetivos de Desarrollo Sostenible”, lo que consistía en solicitar a ciudadanos de todas las edades, de la mayor cantidad de países posible, y poniendo foco en aquellos que pertenezcan a sectores más vulnerables, a que elijan seis objetivos, dentro de una lista de dieciséis, que consideren que podrían cambiar su vida. Entre los objetivos más votados, estuvieron una buena educación, mejor atención médica, gobierno honesto y mejores oportunidades de trabajo. 
Tras un año de negociaciones, el grupo de trabajo presentó la recomendación de los 17 Objetivos de Desarrollo Sostenible con 169 metas planteando el comienzo 2015 y la finalización en 2030.
Mientras que los Objetivos del Milenio se centraron principalmente en la agenda social, los nuevos objetivos abordan temas interconectados del desarrollo sostenible como el crecimiento económico, la inclusión social y la protección del medio ambiente.
Por otro lado mientras que los Objetivos del Milenio estaban dirigidos a los países en desarrollo, en particular los más pobres, los objetivos de desarrollo sostenible se aplicarán a todo el mundo, los ricos y los pobres".
A diferencia de los ODM, que fueron elaborados por un grupo de expertos a puerta cerrada, los objetivos de desarrollo sostenible son el resultado de un proceso de negociación que involucró a los 193 Estados miembros de la ONU y también la participación de la sociedad civil y otras partes interesadas. Esto llevó a la representación de una amplia gama de intereses y perspectivas.

## Críticas y controversias

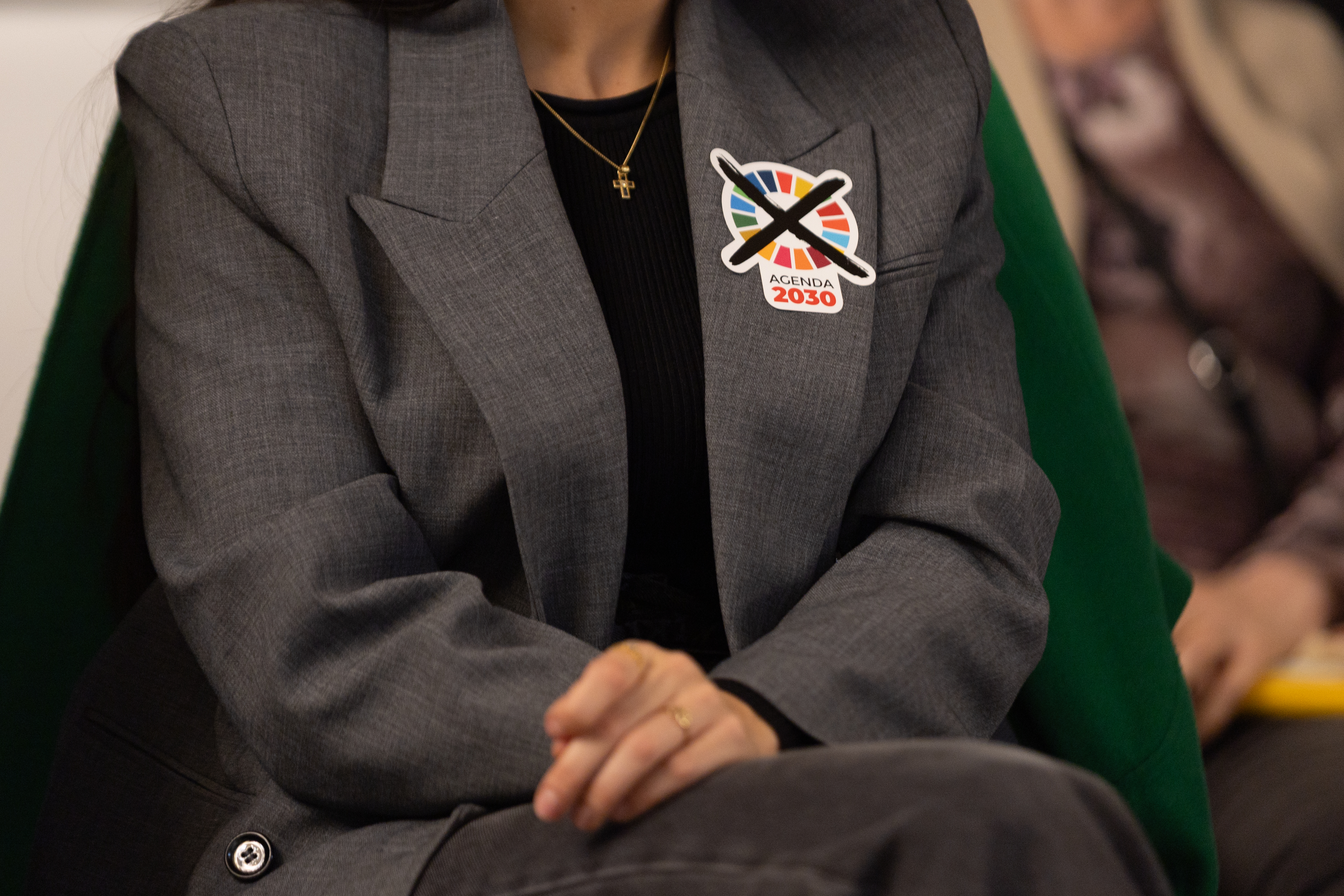
Evento de Vox en Murcia liderado por Jorge Buxadé, en marzo de 2024, donde se observa a una asistente utilizando una insignia que caracteriza a los detractores de la Agenda 2030 y los ODS pegada a su chaqueta.

Aunque los objetivos son amplios e interdependientes, dos años después —6 de julio de 2017—, los ODS se hicieron más «accionables» mediante una resolución de la ONU adoptada por la Asamblea General. La resolución identifica metas específicas para cada objetivo, junto con los indicadores utilizados para medir el progreso hacia cada meta. El año en el que se pretende alcanzar el objetivo suele ser entre 2020 y 2030. Para algunos de los objetivos, no se da ninguna fecha de finalización.
Para facilitar el seguimiento, existen varias herramientas que permiten seguir y visualizar los avances hacia los objetivos. Toda la intención es hacer que los datos estén más disponibles y sean más fáciles de entender. Por ejemplo, la publicación en línea SDG Tracker, lanzada en junio de 2018, presenta los datos disponibles en todos los indicadores. Los ODS prestan atención a múltiples cuestiones transversales, como la equidad de género, la educación y la cultura atraviesan todos los ODS. La pandemia de COVID-19 tuvo graves repercusiones e implicaciones en los 17 ODS en 2020.
A mitad de camino de la Agenda 2030 (2023), ningún ODS ha llegado a cumplirse. Únicamente, alrededor del 15% de las metas de los ODS van por buen camino, el 48% lo hacen de forma moderada y más de una tercera parte —el 37%— muestran un estancamiento o un retroceso.

### Oposición
Varios espacios políticos como Vox(España), el Partido Republicano (Chile), La Libertad Avanza (Argentina), Innovación Cívica Libertaria y Viva México (México) o Identidad Soberana y Plataforma por la Libertad (Uruguay) se han mostrado en contra de la Agenda 2030.
La mayoría de las opiniones que surgen abiertamente críticas suelen referirse a los impactos económicos que acarrean conseguir estos objetivos. Otra crítica se expresó en referencia al carácter contradictorio de algunos de los objetivos incluidos en la Agenda 2030. Un ejemplo expuesto era el que considera el crecimiento del empleo está reñido con la reducción del coste de la vida, y que el crecimiento económico es incompatible con los objetivos ecológicos y una mayor igualdad social Para superar contradicciones como estas, se enfatiza la importancia de que la implementación de la Agenda sea guiada por la investigación multidisciplinaria.
Otras debilidades de los objetivos de desarrollo sostenible que apoyan sus críticos incluyen tanto el riesgo de que la promoción de las acciones para el desarrollo sostenible pueda poner en peligro la biodiversidad, así como el papel marginal reconocido a la promoción de la conectividad usando Internet, que según la Comisión de Banda Ancha para el Desarrollo Sostenible creada en la UNESCO, debería ser considerada un pilar fundacional para el logro de todos los objetivos.   Como respuesta a esta última, se está desarrollando el proyecto Pacto Digital Mundial de las Naciones Unidas, dedicado a definir principios y objetivos comunes para las tecnologías digitales e Internet.
De forma general, en contra del proyecto, surgen voces opositoras que usan argumentos que podrían considerarse conspiranóicos, asociados a la extrema derecha, que se oponen abiertamente al "proyecto 2030", categorizándolo de "proyecto woke", de forma despectiva. 

### Región de Iberoamérica
- Objetivos de Desarrollo Sostenible Archivado el 23 de marzo de 2020 en Wayback Machine., PNUD en América Latina y el Caribe.
- Agenda 2030, Gobierno de España.

- Datos: Q7649586
- Multimedia: Sustainable Development Goals / Q7649586